# واترلو، نیو ساوت ولز
واترلو (به انگلیسی: Waterloo) یک حومه شهر در استرالیا است که در سیدنی واقع شده‌است.